# Îlot des Hydrographes
L'îlot des Hydrographes (auparavant île des Hydrographes) est un îlot rocheux de l'archipel de Pointe-Géologie (terre Adélie), situé en mer Dumont-d'Urville (océan Austral) au large du continent antarctique.

## Description
Situé à 200 m à l'ouest de l'île Alexis-Carrel, l'îlot des Hydrographes fait 100 m de long pour 7 m d'altitude maximale.
Son nom rappelle l'hydrographie, l'une des disciplines scientifiques des premières expéditions en terre Adélie.